# Добрая Воля (Николаевская область)
Добрая Воля (укр. Добра Воля) — село в Новобугском районе Николаевской области Украины.
Население по переписи 2001 года составляло 143 человек. Почтовый индекс — 55600. Телефонный код — 5151. Занимает площадь 0,28 км².

## Местный совет
55600, Николаевская обл., Новобугский р-н, г. Новый Буг, ул. Ленина, 42